# Pedro Valdominos
Pedro Valdominos Horche más conocido como Valdo (Camarma de Esteruelas, Madrid, España, 26 de mayo de 1960) es un político, exfutbolista y entrenador de fútbol español. Actualmente es alcalde de su localidad natal.

## Carrera deportiva
Como jugador lo hizo en el Real Betis, Real Sociedad Deportiva Alcalá, Granada  C. F., Córdoba  C. F., Unió Esportiva Figueres,  C. F. Extremadura, Hércules  C. F., Alicante  C. F.. Entrenó a la Real Sociedad Deportiva Alcalá para la temporada 2009-2010.

## Trayectoria como entrenador
| Equipo                         | País   | Año       |
| ------------------------------ | ------ | --------- |
| Club Deportivo Eldense         | España | 1998-2000 |
| Pinoso Club de Fútbol          | España | 2000-2002 |
| Club Deportivo Villena         | España | 2002-2003 |
| Hércules Club de Fútbol "B"    | España | 2004-2005 |
| Real Sociedad Deportiva Alcalá | España | 2005-2006 |
| Real Sociedad Deportiva Alcalá | España | 2009-2010 |